# 3926 Рамирез
3926 Ramirez је астероид главног астероидног појаса чија средња удаљеност од Сунца износи 2,554 астрономских јединица (АЈ).
Апсолутна магнитуда астероида је 14,1.